# Conversio Bagoariorum et Carantanorum

Karyntia oraz Bawaria w granicach Imperium Franków (788 - 843 A.D.)

Conversio Bagoariorum et Carantanorum („Nawrócenie Bawarów i Karyntyjczyków”) – traktat spisany po łacinie w Salzburgu ok. roku 870, opisuje życie i działalność prawdopodobnego założyciela Salzburga Ruperta (zm. 710), w szczególności jego pracę misyjną w Bawarii. Dokument przedstawia także działalność biskupów i opatów w archidiecezji w Salzburgu. Zawiera też historię Słowian karynckich.

## Powstanie i kontekst
Traktat powstał w drugiej połowie IX wieku, napisany być może przez Adalwina, arcybiskupa Salzburga, w czasie sporów arcybiskupów salzburskich z arcybiskupem morawskim Metodym o prawa misyjne do krajów słowiańskich. Dokument miał dowodzić starych praw archidiecezji salzburskiej do sprawowania zwierzchności kościelnej nad Słowianami karynckimi w czasie gdy bracia Cyryl i Metody głosili religię chrześcijańską wśród Słowian zamieszkujących Wielkie Morawy i Panonię, a także dowodzić praw Ludwika Niemieckiego do sprawowania politycznej kontroli nad tymi pierwszymi.

## Treść
Traktat stanowi cenne źródło wiedzy na temat wczesnośredniowiecznej historii Słowian morawskich i bałkańskich, a także Awarów. Jest także kolejnym źródłem, obok kroniki Fredegara, wspominającym Samona. Samon, o którym pamięć zaginęła wśród Słowian czeskich (nie wspomina o nim Kronika Kosmasa z XII wieku), zachował się w przekazach Chorątan jako książę „chorątański”, któremu przypisuje się wręcz pochodzenie słowiańskie: Temporibus gloriosi regis Francorum Dagoberti Samo nomine quidam Sclavus, manens in Quarantanis fuit dux gentis illius.